# Michael Cera
Michael Austin Cera (født 7. juni 1988) er en canadisk skuespiller, bedst kendt for sine roller i Familie på livstid, Superbad, Juno og Year One. Han fik to Canadian Comedy Award Best Actor nominations i 2008 for hans rolle i Juno og Superbad, han vandt for Superbad. Desuden var han nomineret til Bedste kys (Delt med Elliot Page), for det genforenende kys i filmen Juno.[kilde mangler] Han har også spillet som Scott i Scott Pilgrim filmen i 2010.

## Liv og karriere

### Opvækst
Michael blev født i Brampton, Ontario, Canada. Han er søn af Linda og Luigi Cera, Luigi er oprindeligt fra Sicilien. Michael har en storesøster, Jordan, og en lillesøster, Molly.[kilde mangler]

## Udvalgt Filmografi

### Film
| Årstal | Titel                              | Rolle                           | Noter |
| ------ | ---------------------------------- | ------------------------------- | ----- |
| 1999   | Switching Goals                    | Taylor                          |       |
| 2000   | Frequency                          | Gordy Jr., Age 10               |       |
| 2000   | Steal This Movie!                  | america Hoffman, Age 7-8        |       |
| 2000   | Ultimate G's: Zac's Flying Dream   | Ung Zac                         |       |
| 2001   | Stolen Miracle                     | Brandon McKinley                |       |
| 2001   | My Louisiana Sky                   | Jesse Wade Thompson             |       |
| 2001   | The Familiar Stranger              | Young Ted Welsh                 | TV    |
| 2001   | Walter and Henry                   | Crying Kid                      | TV    |
| 2002   | Confessions of a Dangerous Mind    | Chuck Barris, som 8- og 11-årig |       |
| 2007   | Superbad                           | Evan                            |       |
| 2007   | Juno                               | Paulie Bleeker                  |       |
| 2008   | Extreme Movie                      | Fred                            |       |
| 2008   | Nick and Norah's Infinite Playlist | Nick O'Leary                    |       |
| 2009   | Paper Heart                        | Himself                         |       |
| 2009   | Year One                           | Oh                              |       |
| 2010   | Youth in Revolt                    | Nick Twisp / François Dillinger |       |
| 2010   | Scott Pilgrim vs. the World        | Scott Pilgrim                   |       |

### Tv-programmer
| Årstal    | Titel                                 | Rolle                | Noter                          |
| --------- | ------------------------------------- | -------------------- | ------------------------------ |
| 1999      | I Was a Sixth Grade Alien             | Larrabe Hicks        | Series regular                 |
| 1998–2001 | Rolie Polie Olie                      | Little Gizmo         | Four Episodes, voice only      |
| 2000      | La Femme Nikita                       | Jerome               | Season four, one episode       |
| 2001–2003 | The Berenstain Bears                  | Brother Bear         | Series regular, voice only     |
| 2001–2005 | Braceface                             | Josh Spitz           | Series regular, voice only     |
| 2003–2006 | Arrested Development                  | George Michael Bluth | Series regular                 |
| 2005–2007 | Wayside                               | Todd (Pilot)         | Pilot, voice only              |
| 2006      | Veronica Mars                         | Dean Rudolph         | The Rapes of Graff, Guest Spot |
| 2007      | Clark and Michael                     | Mikey Cera           | Series regular                 |
| 2007      | Tim and Eric Awesome Show, Great Job! | Jaime Stevens        | Season One, Episode Three      |
| 2008      | Children's Hospital                   | Sal Viscuso          | Series regular, voice only     |